# Curva (idraulica)

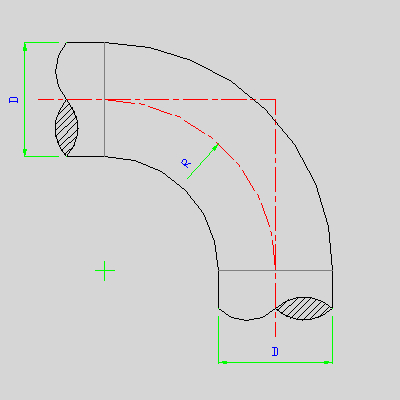
Curva (Idraulica)

In ingegneria idraulica una curva è un tratto di tubo sagomato congiungente due tratti rettilinei di tubo che formano un angolo diverso da 180° e, nell'accezione comune, avente raggio di curvatura costante.
Di norma una parte ha un diametro maggiorato, in modo da permettere migliore fluidicità nello scorrimento interno alla curva.
La curva viene talvolta denominata anche gomito, quando ha un angolo di 90° e specie nella variante che presenta filettatura interna e raggio di curvatura stretto.

## Tipologia
- Curva stampata - raggio 1,5D (una volta e mezzo il diametro)
- Curva a gomito filettata
- Curva a tasca a saldare
- Curva piegata a caldo (ricavata direttamente sulla tubazione)
- Curva a spicchi (ricavata da lamiera)

## Materiali
Le curve idrauliche possono essere costruite in vari materiali. I più diffusi:
- PVC (policloruro di vinile)
- PE (polietilene)
- PEX (polietilene reticolabile)
- PP (polipropilene)
- PVDF (polivinildenfluoruro)
- Acciaio al carbonio basso spessore (impiegate solitamente per condotte aria e fumi)
- Acciaio al carbonio medio/alto spessore (impiegate solitamente per alte pressioni e/o temperature)
- Rame (alta conducibilità termica)
- Ghisa (molto resistenti alla corrosione)
- Calcestruzzo
- Vetro (raramente utilizzato)

## Spinte
Le curve sono raccordi di una tubazione. Se il tubo è di grande dimensione (per esempio, diametri di 30 cm), è necessario posizionare blocchi di ancoraggio per evitare che a lungo andare si verifichino rotture. Le leggi che governano queste spinte derivano dal principio di conservazione della quantità di moto. Ad esempio, prendiamo un giunto a 90° con una portata costante, trascurando le perdite di carico, proiettiamo le forze in gioco lungo l'asse x ed y, considerando due sezioni, la 1 rispettivamente ortogonale all'asse x e la 2 ortogonale alle y che tagliano la curva prima e dopo.
Nella sezione 1 lungo x avremo:
{\displaystyle G_{x}+\Pi _{x}=M_{2x}-M_{1x}}
Le forze di gravità saranno nulle, mentre il flusso orizzontale nella sezione 2 sarà nullo. Pertanto diventa:
{\displaystyle P_{1}\cdot \Omega -F_{x}=-\rho \cdot Q\cdot v}
{\displaystyle F_{x}=\rho \cdot Q\cdot v+P_{1}\cdot \Omega }
Sapendo che la forza della quantità di moto è molto più piccola rispetto alla pressione, quindi trascurabile, si può dire che la componente orizzontale della forza Fx sarà:
{\displaystyle F_{x}=P_{1}\cdot \Omega }
Se la portata e la sezione sono costanti, lo saranno anche la pressione lungo l'asse y, logicamente di componente ortogonale alla Fx ma di modulo identico:
{\displaystyle F_{y}=P_{2}\cdot \Omega }
La forza totale sarà data dal teorema di Pitagora:
{\displaystyle F={\sqrt {F_{x}^{2}+F_{y}^{2}}}={\sqrt {2}}\cdot F_{x}}
L'angolo di applicazione della forza rispetto all'orizzontale sarà:
{\displaystyle \alpha =arctg{\frac {F_{y}}{F_{x}}}}
Se si volesse usare un blocco d'ancoraggio, ad esempio un cubo di cemento, per saperne il volume affinché la curva resista alle spinte, si calcola:
{\displaystyle V={\frac {F}{\gamma }}}
Dove con γ indichiamo il peso specifico del materiale.